# Francesco Gasparini
Francesco Gasparini, też Gasperini, Guasparini (ur. 19 marca 1661  w Camaiore, zm. 22 marca 1727 w Rzymie)  – włoski kompozytor, kapelmistrz, chórmistrz i pedagog okresu baroku, autor ponad 60 oper.

## Życiorys
Urodził się w Camaiore koło Lukki.  Mając 25 lat mieszkał  i prawdopodobnie studiował w Wenecji u Giovanniego Legrenziego. Od 1689 przebywał i studiował w Rzymie u Arcangela Corellego i Bernarda Pasquiniego. Był członkiem Accademia di Santa Cecilia . W Rzymie powstała jego pierwsza  ważna opera Roderico (1694) oraz zbiór kantat (1695). W 1702 powrócił do Wenecji i stał się jednym ze znaczniejszych kompozytorów w mieście . Po 1713 osiadł na stałe w Rzymie. W 1717 został kapelmistrzem San Lorenzo in Lucina. W 1725 został mianowany kapelmistrzem bazyliki św. Jana na Lateranie i chociaż zły stan zdrowia uniemożliwił mu pełnienie tej funkcji, przyznany prestiżowy tytuł nosił aż do śmierci .
Gasparini zajmował się również działalnością pedagogiczną, kształcąc m.in. takich znanych kompozytorów, jak Alessandro Marcella, Johanna Joachima Quantza, Giovanniego Benedetta Plattiego czy Domenica Scarlattiego . Był także chórmistrzem Ospedale della Pietà w Wenecji, gdzie współpracował z Antonio Vivaldim  jako profesorem skrzypiec. Napisał traktat o klawesynie L’armonico pratico al cimbalo (Wenecja, 1708) .
Poeta Pietro Metastasio, który pisał libretta do wielu oper kompozytorów włoskich, podpisał kontrakt ślubny z córką Gaspariniego – Rosalią, jednak małżeństwo nie zostało zawarte .